# TADA3L
TADA3L (de sus siglas en inglés "Transcriptional adapter 3-like") es una proteína que es codificada, en humanos, por el gen tada3.
Muchas proteínas activadoras de la transcripción favorecen el proceso de iniciación mediado por la ARN polimerasa II, interaccionando a nivel funcional con la maquinaria general de transcripción unida al promotor. Las proteínas adaptadoras son necesarias para que se produzca esta activación, posiblemente en el proceso de acetilación de las histonas y desestabilización de los nucleosomas, liberando así la cromatina en la que se encuentra el promotor diana. TADA3L es un adaptador de activación transcripcional que forma parte del complejo histona acetilasa PCAF. Además, se asocia con la proteína supresora de tumores p53 favoreciendo su actividad así como la apoptosis mediada por p53. Se han descrito al menos cuatro variantes transcripcionales por splicing alternativo de este gen, pero aún no se ha determinado el tamaño total de todas ellas.

## Interacciones
La proteína TADA3L ha demostrado ser capaz de interaccionar con:
- Receptor de ácido retinoico alfa[4]
- USP5[5]
- TAF9[6]
- Proteína homóloga SPT3 iniciadora de la transcripción[6]
- TADA2L[5][2]
- Receptor X retinoide alfa[4]